# Wallbergbahn
Die Wallbergbahn ist eine Zweiseilumlaufbahn mit Vierergondeln, die von Rottach-Egern am Tegernsee auf den Wallberg in den Bayerischen Voralpen führt. Die Bergstation liegt auf 1624 m ü. NN. Sie hat eine Streckenlänge von 2,14 km und überwindet einen Höhenunterschied von 825 m mit einer maximalen Steigung von 74 %. Mit 50 Kabinen und einer maximalen Geschwindigkeit von 3,5 m/s beträgt ihre Kapazität 550 Personen/h, die Fahrzeit beträgt 10 Minuten. Betreiber ist die Brauneck und Wallbergbahnen GmbH.

## Geschichte
Die Idee der Seilbahn geht auf die 1920er-Jahre zurück, als eine Gruppe um den Gasthofbesitzer Max Bachmair versuchte, das Kapital für eine Seilbahn auf den Wallberg zu sammeln. Erst 1950 gelang es, die Wallbergbahn AG zu gründen. Wenige Tage später begannen die Münchner Baufirmen Held & Francke und Josef Riepl mit dem Bau der „Seilschwebebahn“. Die Gondelbahn selbst mit damals 42 Kabinen für 4 Personen wurde von der Kölner Firma J. Pohlig AG errichtet. Sie wurde am 20. April 1951 nach 9-monatiger Bauzeit eröffnet. Kurz danach wurde das Gasthaus neben der Bergstation fertiggestellt, 1953 folgte das Hotel.
1995 wurden die bisher 44 alten Kabinen durch 50 neue ersetzt. 1998 wurde das Panoramarestaurant mit einer 270°-Glasfassade an der Bergstation ergänzt.

## Ski Alpin
Heute ist die schwere Standardabfahrt von der Gipfelstation bis zur Talstation die einzige verbliebene Skiabfahrt – mit 3,3 km Länge und 790 Höhenmeter. Seit 2009 wird sie nicht mehr präpariert und jetzt als Skiroute bezeichnet; sie ist bei Freeridern sehr beliebt. Auf der 1934/35 angelegten Abfahrt wurde das von der FIS anerkannte Abfahrtsrennen um den Goldenen Schild von Wallberg abgehalten (von 1951 bis 1959). Toni Sailer hält bis heute den 1954 aufgestellten Streckenrekord von 2.22,7 Minuten. Wohlgemerkt auf der noch originalen, nicht auf der in den 1960er Jahren entschärften Strecke. Walter Pause schreibt dazu in Ski Heil (Ausgabe 1966): "Neuerdings wurde die Standardstrecke, den wilden Steilkrater des Glashangs ausgenommen, durch Sprengkommandos und Planierraupen weitgehend verbreitert (...), viele rauhe Stufen und vertrackte Engpässe sind verschwunden."
Aus der zweiten Talabfahrt, der sogenannten Damenabfahrt, wurde 2001 die heute noch existierende 6,5 km lange Rodelabfahrt gemacht, die im unteren Abschnitt (ab der Moosalm) der im Sommer befahrbaren Wallberg-Panoramastraße (eröffnet 1937) folgt. Bis Ende der 1990er Jahre gab es von der Bergstation aus noch drei weitere Lifte – zwei Sessellifte und einen Schlepplift – in Richtung Setzberg. Von den beiden Sesselliften existieren nur noch die Tal- und Bergstationshäuschen.

## Abbildungen

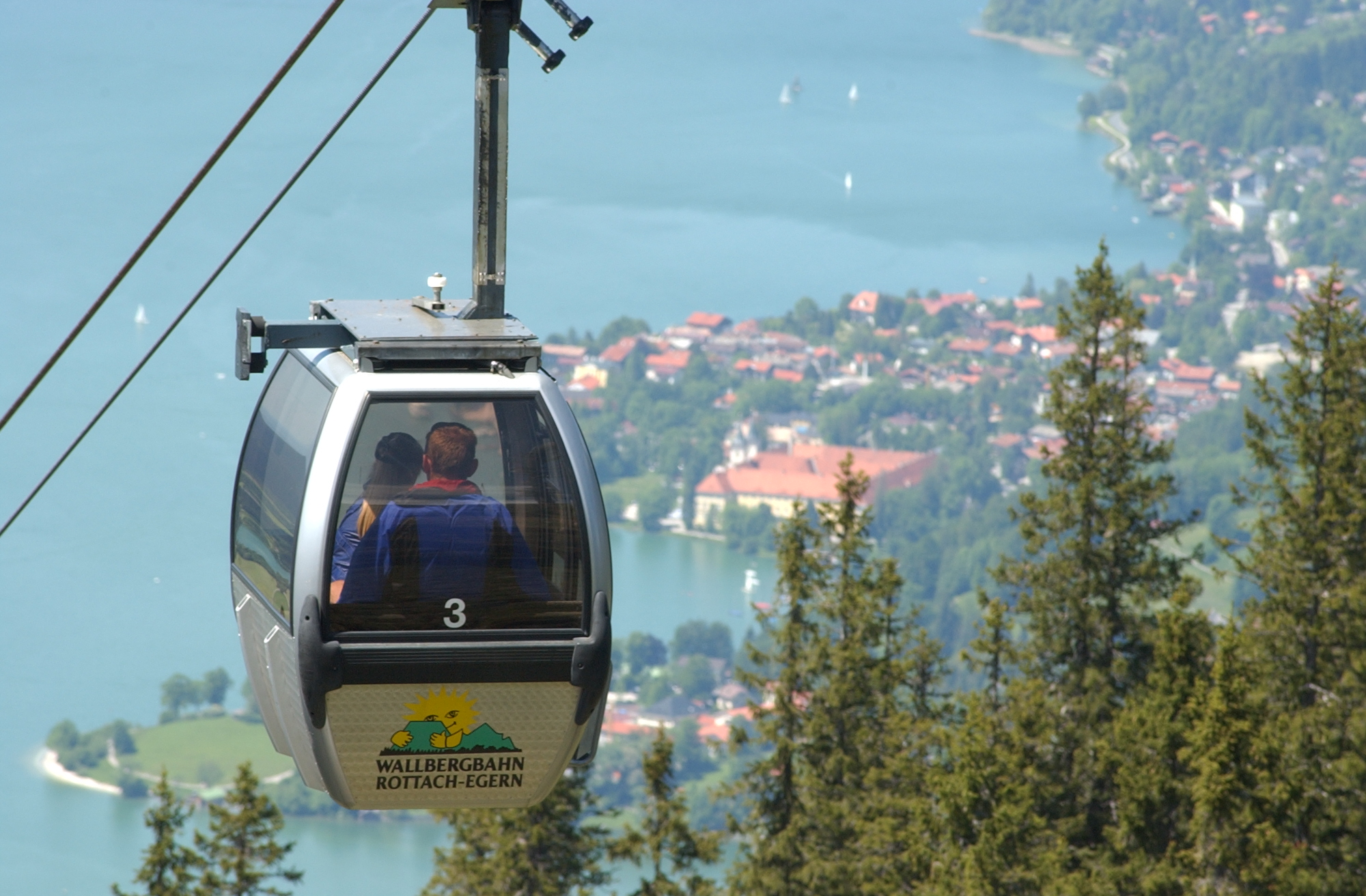
Gondel mit Blick auf den Tegernsee
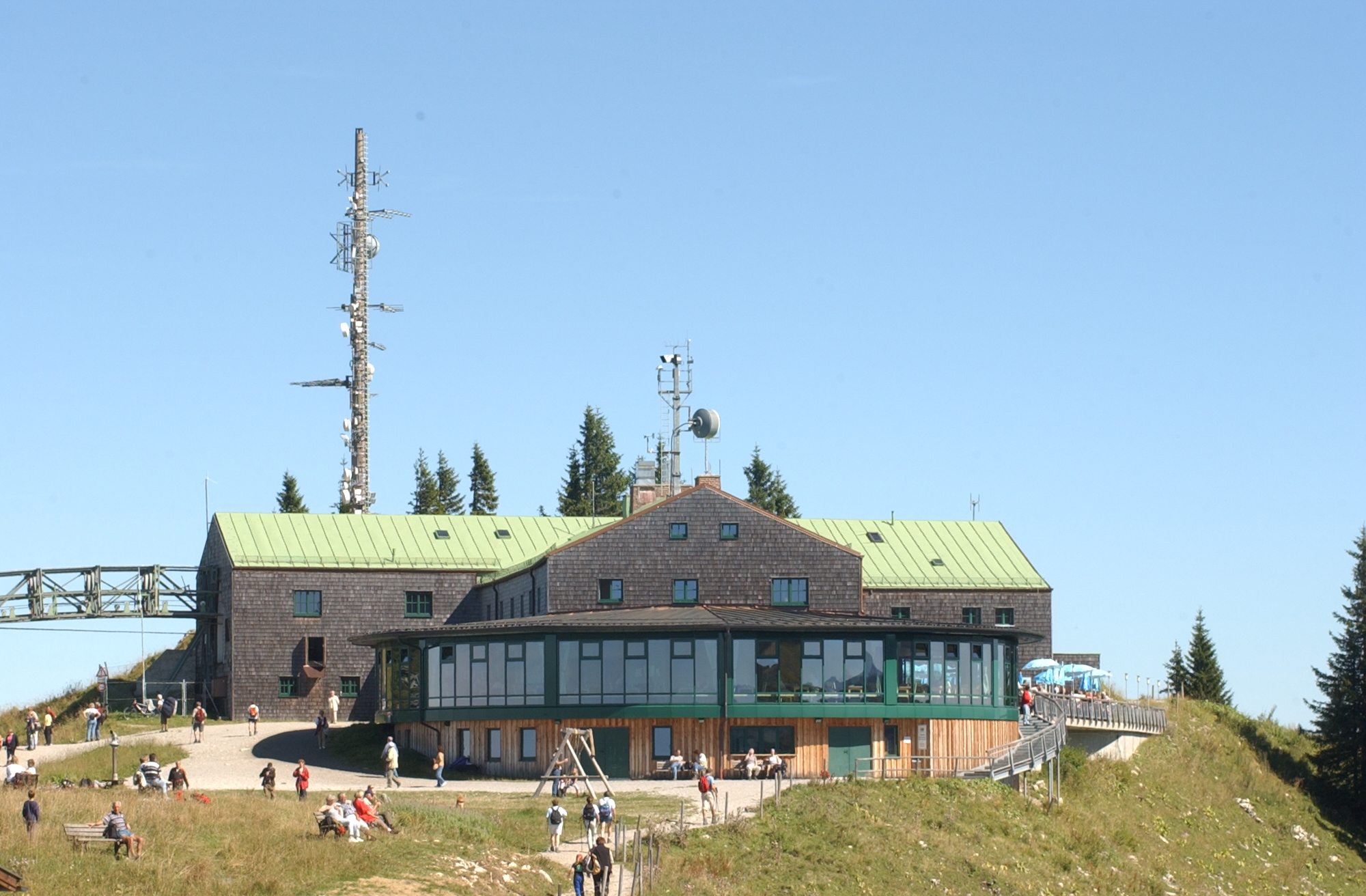
Bergstation mit Panorama-Restaurant
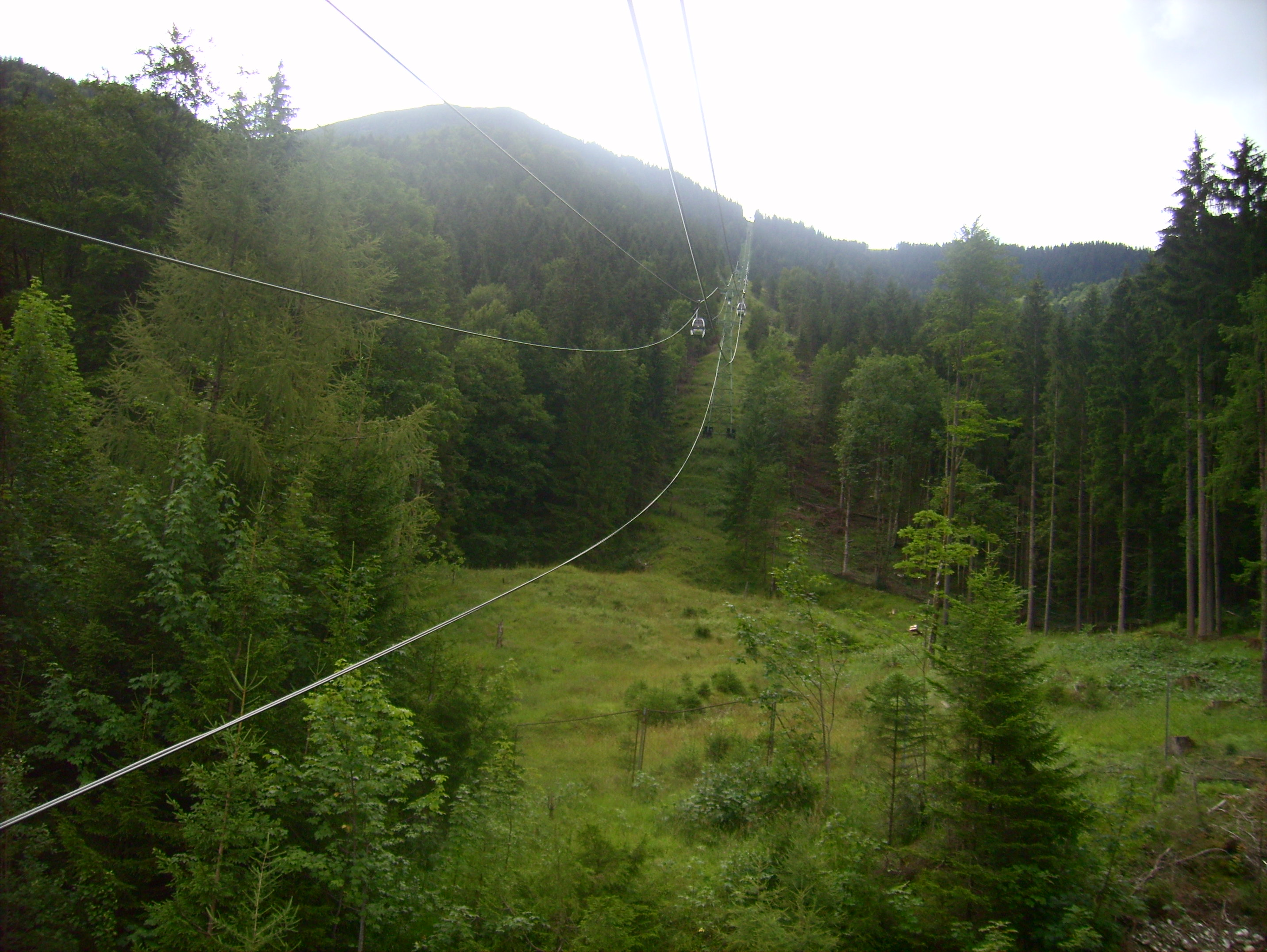
Blick aus der Gondel auf den Wallberg
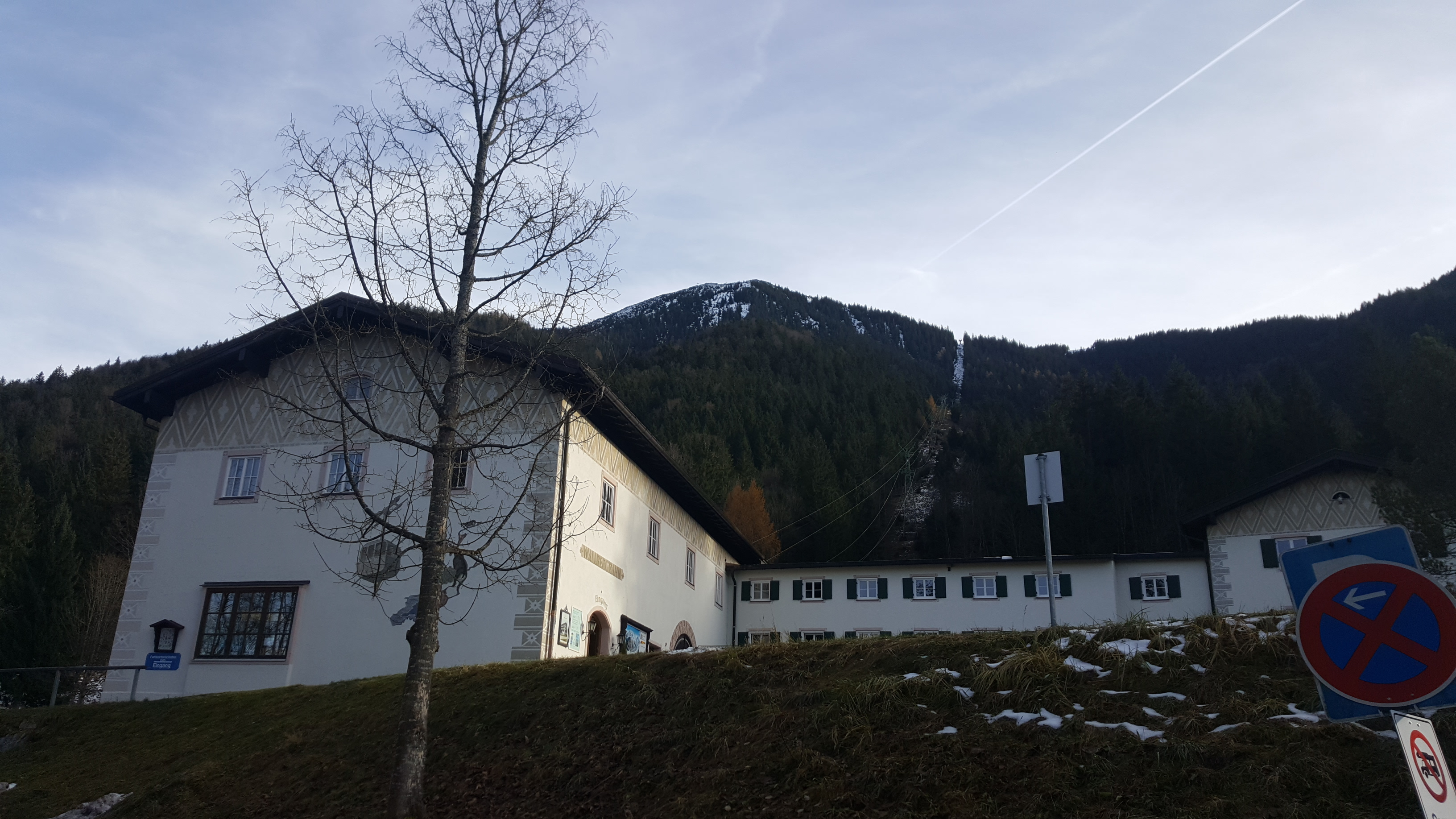
Talstation